# 馮爔
馮爔（？—？），浙江杭州府錢塘縣人，清朝政治人物。

## 生平
康熙五十二年（1713年）癸巳恩科順天鄉試舉人，乾隆六年（1741年）任四川岳池縣知縣。